# 川口市コミュニティバス

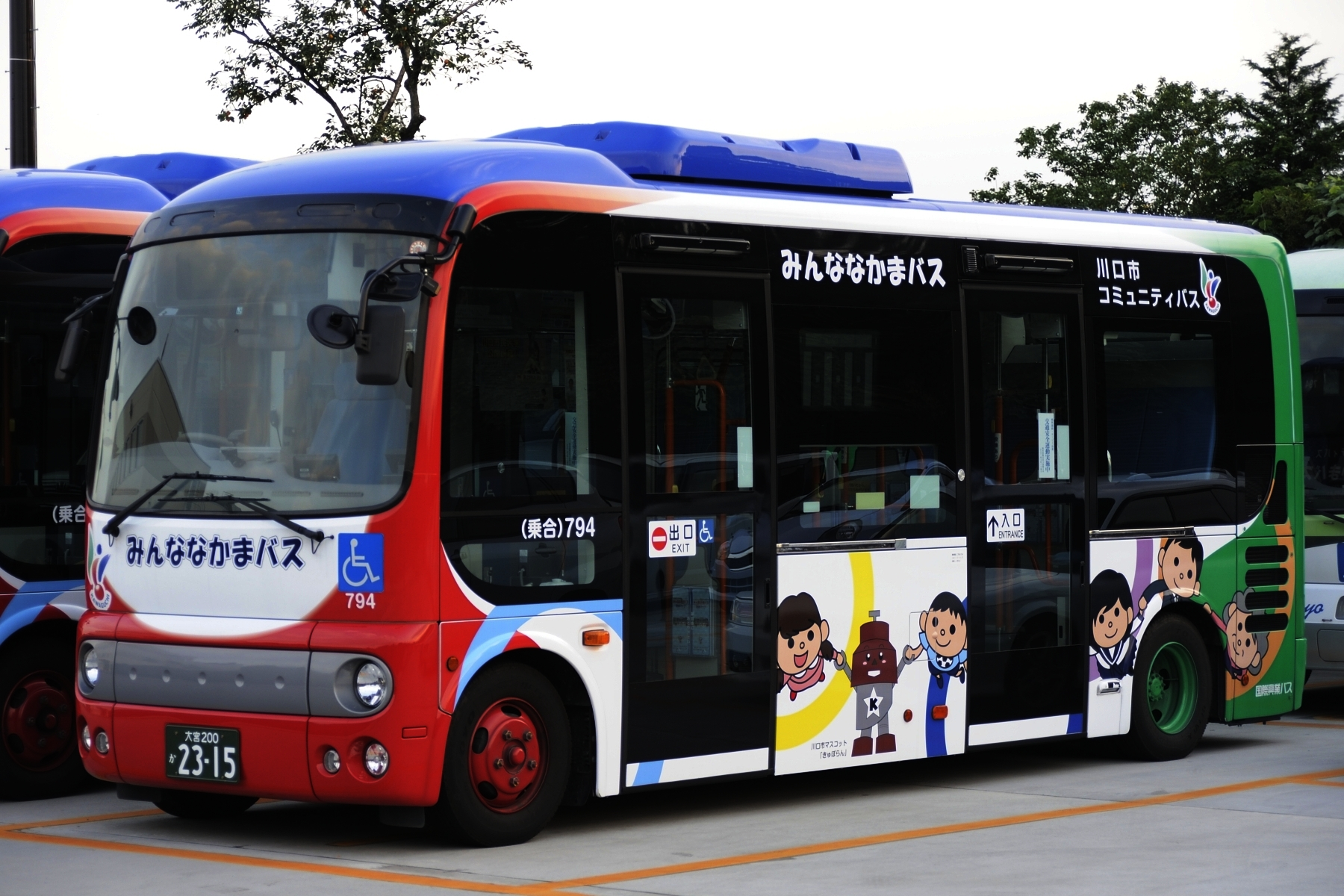
現在のみんななかまバス専用車 (794)

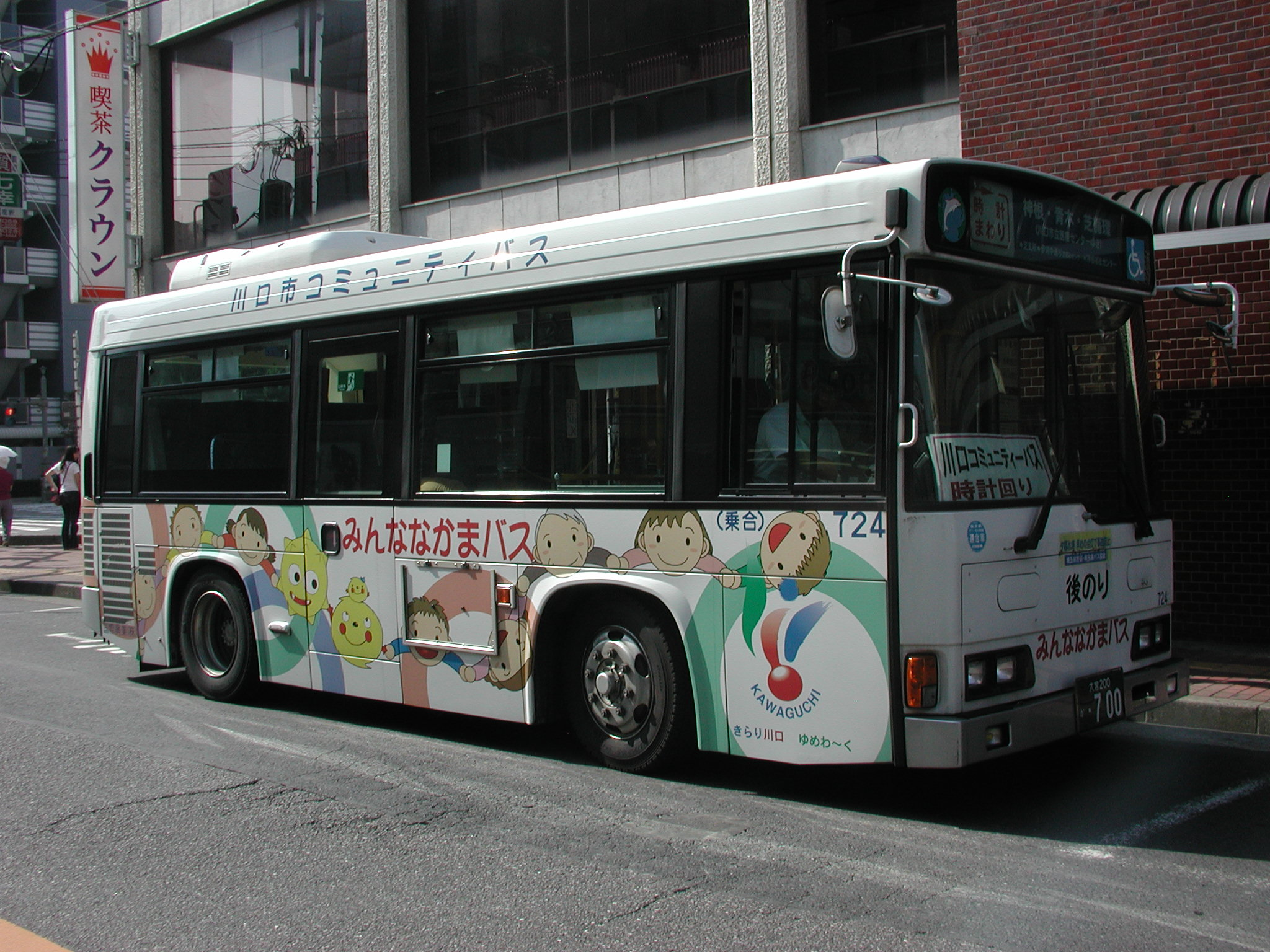
2013年まで在籍した日野・レインボー (724)

川口市コミュニティバスは、愛称を「みんななかまバス」として、埼玉県川口市が運営、国際興業株式会社に委託し、国際興業バス川口営業所および鳩ヶ谷営業所によって受託運行され、川口市を中心に一部区間は蕨市や東京都足立区にも乗り入れて運行するコミュニティバスである。

## 概要
運賃は全系統・全区間ともに均一制で、大人（中学生以上）100円、小人（小学生）50円、障害者手帳を提示した障害者は大人50円および小人30円であり、未就学児は無料。
均一制だが、後乗りのために運賃は降車の際に現金または交通系ICカード（PASMOやSuicaなど）で支払う。
ただし、専用の回数券は発行されていないほか、国際興業バス自社回数乗車券などは利用できない。
2つの路線を乗り継ぐ場合には、1乗車目の乗務員に申告して運賃を支払い後に乗継割引券が発行され、2乗車目の運賃が半額（10円未満の場合切り上げ）になる。乗継割引運賃は現金のみの対応である。また、循環路線の終点停留所（川口市立医療センター、戸塚安行駅、見沼代親水公園駅）より先への乗り越しは、乗務員に申告によって乗車可能である。
なお、日祝日および年末年始期間（12月29日 - 翌年1月3日）を除いて毎日運行されているが、悪天候時や降雪時には運休される場合がある。

## 沿革
- 2001年
  - 10月16日
    - 「川口市循環バス」として「新郷・安行・戸塚循環」を30日間実証運行[1]。

  - 11月15日
    - 「川口市循環バス」として「中央・横曽根・青木・南平循環」および「神根・青木・芝循環」を30日間実証運行[1]。
- 2002年
  - 11月11日
    - 「中央・横曽根・青木・南平循環」、「神根・青木・芝循環」および「新郷・安行・戸塚循環」の全3路線系統が新設され運行開始[2]。
- 2006年
  - 10月10日
    - 始発運行便より「神根・青木・芝循環」および「新郷・安行・戸塚循環」でルートの一部を延伸（および一部廃止）[3]。
    - 運休日変更（日曜日と休日を運休）[3]。
- 2013年
  - 12月14日
    - 最終運行便をもって全3路線系統が廃止され運行終了[4]。

  - 12月16日
    - 「川口・鳩ヶ谷線」、「青木線」、「芝線」、「神根循環」、「戸塚・安行循環」、「新郷循環」、「南平線」の全7路線系統が新設され運行開始[5][4]。
    - 新車両「日野・ポンチョ」を、新塗装で全10台導入[4]。
- 2016年
  - 4月2日
    - 最終運行便をもって「神根循環」における社会実験を終了[6]。

  - 4月25日
    - 始発運行便より「新郷循環」における社会実験を開始[7]。

  - 12月5日
    - 川口・鳩ヶ谷線、青木線、神根循環、戸塚・安行循環において、運行経路と時刻の一部を変更した。
- 2020年
  - 1月20日
    - 芝線と神根循環を統合し、「芝・神根循環」として運行開始。[8]
    - 戸塚・安行循環に「安行吉蔵東経由」の便を新設。[8] 起終点を戸塚安行駅から川口市立医療センターに変更。
    - 新郷循環の社会実験が終了、両まわり運行を開始。
    - 交通系ICカード（PASMO・Suicaなど）に対応。

## 現行路線系統
ここでは主要停留所のみ掲載する。各系統の全停留所は#外部リンクの節にあるリンク先を参照のこと。

### 川口・鳩ヶ谷線
担当：国際興業バス川口営業所
- 川口01（鳩ヶ谷駅東口）：川口駅西口 → リボンシティ → 市役所前 → オートレース場南 → 前田西野球場 → 変電所 → 鳩ヶ谷庁舎 → 鳩ヶ谷駅東口
- 川口01（川口駅西口）：鳩ヶ谷駅東口 → 鳩ヶ谷庁舎 → 変電所 → 前田西野球場 → オートレース場南 → 市役所前 → リボンシティ → 川口駅西口

### 青木線
担当：国際興業バス鳩ヶ谷営業所
- 川口02（鳩ヶ谷駅東口）：川口駅西口 → リボンシティ → 西川口駅入口 → 益子病院 → SKIPシティ → 上青木保育所 → 鳩ヶ谷高校 → 川口高校 → 川口市立医療センター → 浦寺 → 鳩ヶ谷浄水場入口 → 桜保育所 → 鳩ヶ谷本町郵便局 → 鳩ヶ谷駅東口
- 川口02（川口駅西口）：鳩ヶ谷駅東口 → 鳩ヶ谷本町郵便局 → 桜保育所 → 鳩ヶ谷浄水場入口 → 浦寺 → 川口市立医療センター → 川口高校 → 鳩ヶ谷高校 → 上青木保育所 → SKIPシティ → 益子病院 → 西川口駅入口 → リボンシティ → 川口駅西口

### 芝・神根循環
担当：国際興業バス鳩ヶ谷営業所
- 川口03（時計まわり）： 川口市立医療センター → 川口高校 → 流水プール → 上根橋 → 前川たたら荘 → 産業道路 → 芝みゆき通り → 蕨駅東口 → 芝樋ノ爪 → 芝園消防署 → 小谷場郵便局 → 芝支所 → 伊刈消防署 → 柳崎公園 → 東浦和駅南 → 埼玉協同病院入口 → 東内野住宅 → 青陵高校北 → 神根福祉センター → 川口北スポーツセンター → 在家橋 → 神根浄水場 → 神根支所 → 川口市立医療センター
- 川口03（反時計まわり）：川口市立医療センター → 神根支所 → 神根浄水場 → 在家橋 → 川口北スポーツセンター →　神根福祉センター → 青陵高校北 → 東内野住宅 → 埼玉協同病院入口 → 東浦和駅南 → 柳崎公園 → 伊刈消防署 → 芝支所 → 小谷場郵便局 → 芝園消防署 → 芝樋ノ爪 → 芝みゆき通り → 蕨駅東口  → 産業道路 → 前川たたら荘 → 上根橋 → 流水プール → 川口高校 → 川口市立医療センター
- 反時計まわりの第1便は蕨駅東口始発である。この便は川口市立医療センターに到着後時計まわりの便となるため、乗り越しての乗車ができない。

### 戸塚・安行循環
担当：国際興業バス鳩ヶ谷営業所
- 川口05（横道経由：時計回り）： 川口市立医療センター → 新町東 → 戸塚スポーツセンター → 東川口駅南口 → 綾瀬川岸 → 戸塚佐藤公園 → 綾瀬新橋 → 伝右川 → 戸塚団地 → 戸塚安行駅 → 安行たたら荘 → 川口緑化センター → 安行原団地 → 横道 → 峯 → 峯八幡宮 → 安行支所 → 赤山みどりの丘団地 → 新井宿駅 → 川口市立医療センター
- 川口05（安行吉蔵東経由：時計回り）： 川口市立医療センター → 新町東 → 戸塚スポーツセンター → 東川口駅南口 → 綾瀬川岸 → 戸塚佐藤公園 → 綾瀬新橋 → 伝右川 → 戸塚団地 → 戸塚安行駅 → 安行出羽 → 安行吉蔵東 → 安行原 → 安行支所 → 赤山みどりの丘団地 → 新井宿駅 → 川口市立医療センター
- 川口05（横道経由：反時計回り）：川口市立医療センター → 新井宿駅 → 赤山みどりの丘団地 → 安行支所 → 峯八幡宮 → 峯 → 横道 → 安行原団地 → 川口緑化センター → 安行スポーツセンター → 安行たたら荘 → 戸塚安行駅 → 戸塚団地 → 戸塚鋏 → 舟堀橋 → 綾瀬新橋 → 戸塚佐藤公園 → 綾瀬川岸 → 東川口駅南口 → 戸塚スポーツセンター → 新町東 → 川口市立医療センター
- 川口05（安行吉蔵東経由：反時計回り）：川口市立医療センター → 新井宿駅 → 赤山みどりの丘団地 → 安行支所 → 安行原 → 安行吉蔵東 → 安行出羽 → 戸塚安行駅 → 戸塚団地 → 戸塚鋏 → 舟堀橋 → 綾瀬新橋 → 戸塚佐藤公園 → 綾瀬川岸 → 東川口駅南口 → 戸塚スポーツセンター → 新町東 → 川口市立医療センター
- 時計まわり、反時計まわりともに第1便と第8便は戸塚安行駅発着である。時計まわりの第1便と反時計回りの第8便はどちらも横道経由での運行。

### 新郷循環
担当：国際興業バス川口営業所
- 川口06（時計まわり）：見沼代親水公園駅 → 本郷橋 → 高畑 → 川口誠和病院 → 赤井橋 → 鳩ヶ谷庁舎前 → 互締落 → 里曲田 → 川口高校 → 川口市立医療センター → 川口高校 → 里曲田 → 武南警察署入口 → 鳩ヶ谷駅東口 → 鳩ヶ谷本町一丁目 → 慈林 → 原 → 前野宿緑ヶ丘公園 → 新郷図書館 → 新郷公民館 → 新郷支所 → 峯 →  新郷東部公園 → 新堀 → 榛松 → 見沼代親水公園駅
- 川口06（反時計まわり）：見沼代親水公園駅 → 榛松 → 新堀 → 新郷東部公園 → 峯 → 新郷支所 → 新郷公民館 → 新郷図書館 → 緑ヶ丘公園 → 原 →  慈林 → 鳩ヶ谷中学校入口 → 鳩ヶ谷図書館 → 昭和橋（鳩ヶ谷公民館） → 鳩ヶ谷駅東口 → 武南警察署入口 →里曲田→川口高校→川口市立医療センター→川口高校→里曲田→互締落→ 鳩ヶ谷庁舎 → 赤井橋 → 川口誠和病院 → 高畑 → 本郷橋 → 見沼代親水公園駅

### 南平線
担当：国際興業バス川口営業所
- 川口07（鳩ヶ谷駅東口）：川口元郷駅 → 芝川橋 → 市役所東口 → 青木橋 → 十二月田中学校 → 元郷小学校 → 南平文化会館 → 領家小学校裏 → 花の枝橋 → 東スポーツセンター → 南平福祉会館 → 朝日環境センター → 鳩ヶ谷コミュニティセンター → 鳩ヶ谷スポーツセンター → 鳩ヶ谷庁舎前 → 昭和橋 → 鳩ヶ谷駅東口
- 川口07（川口元郷駅）：鳩ヶ谷駅東口 → 昭和橋 → 鳩ヶ谷庁舎 → 鳩ヶ谷スポーツセンター → 鳩ヶ谷コミュニティセンター → 朝日環境センター → 南平福祉会館 → 東スポーツセンター → 花の枝橋 → 領家小学校裏 → 南平文化会館 → 元郷小学校 → 十二月田中学校 → 青木橋 → 市役所東口 → 芝川橋 → 川口元郷駅

## 廃止路線系統

### 中央・横曽根・青木・南平循環
2013年12月14日の最終運行便をもって廃止。
担当：国際興業バス川口営業所
- 川口01（反時計まわり）：川口駅西口 → 川口郵便局（始発便が、一部存在） → エルザタワー → 元一中町会館 → 南平文化会館 → 花枝橋 → 南平福祉会館 → 十二月田中学校 → 中の橋 → 青木会館（青木たたら荘） → 青木町公園入口 → 塚越小学校入口 → 並木二丁目 → 仲町小学校 → 川口駅西口
- 川口01（時計まわり）：川口駅西口 → 仲町小学校 → 並木二丁目 → 塚越小学校入口 → 青木町公園入口 → 青木会館（青木たたら荘） → 中の橋 → 朝日1丁目 → 花枝橋 → 南平文化会館 → 元一中町会館 → 本町たたら荘 → 川口駅西口

### 神根・青木・芝循環
2013年12月14日の最終運行便をもって廃止。
担当：国際興業バス鳩ヶ谷営業所
- 川口02（反時計まわり）：川口市立医療センター（グリーンセンター東門） → 神戸 → 神根福祉センター → 木曽呂北 → 東内野団地 → 東内野町会会館 → 木曽呂北 → 柳崎五丁目 → 伊刈中通り（芝福祉センター） → 芝中央小学校 → 芝支所 → 上谷 → 小谷場郵便局 → 蕨駅東口（始発便・終着便が、一部存在） → 芝下一丁目 → 丁張 → 青木町公園北 → SKIPシティ西 → 上青木保育所 → 川口高校 → 川口市立医療センター（グリーンセンター東門）
- 川口02（時計まわり）：川口市立医療センター（グリーンセンター東門） → 川口高校 → 上青木保育所 → SKIPシティ西 → 青木町公園北 → 前川南公民館 → 芝下一丁目 → 蕨駅東口（始発便・終着便が、一部存在） → 芝西公民館 → 芝塚原 → 芝支所 → 伊刈中通り（芝福祉センター） → 柳崎五丁目 → 東内野団地 → 東内野町会会館 → 木曽呂北 → 神根福祉センター → 神戸 → 川口市立医療センター（グリーンセンター東門）

### 新郷・安行・戸塚循環
2013年12月14日の最終運行便をもって廃止。
担当：国際興業バス鳩ヶ谷営業所
- 川口03（反時計まわり）：川口市立医療センター（グリーンセンター東門） → 新井宿駅 → 曲輪 → 原坂上 → 新郷南小学校 → 本蓮三丁目 → 新郷東部公園 → 峯八幡宮（始発便・終着便が、一部存在） → 安行原 → 安行スポーツセンター → 安行たたら荘 → 戸塚安行駅 → 戸塚公民館 → 東川口六丁目 → 東川口駅南口 → 新町 → 石神下 → 新井宿交差点 → 川口市立医療センター（グリーンセンター東門）
- 川口03（時計まわり）：川口市立医療センター（グリーンセンター東門） → 新井宿交差点 → 石神下 → 新町 → 東川口駅南口 → 東川口六丁目 → 戸塚公民館 → 戸塚安行駅 → 安行たたら荘 → 川口緑化センター → 安行原 → 峯八幡宮（始発便・終着便が、一部存在） → 新郷東部公園 → 本蓮三丁目 → 新郷南小学校 → 原坂上 → 曲輪 → 新井宿駅 → 川口市立医療センター（グリーンセンター東門）

### 芝線
2020年1月18日の最終運行便をもって神根循環と統合された。国際興業バス鳩ヶ谷営業所
- 川口03（川口市立医療センター）：蕨駅東口 → 芝中央通り → 芝樋ノ爪 → 芝園消防署 → 小谷場郵便局 → 芝支所 → 産業道路 → 前川たたら荘 → 上根橋 → グリーンセンター → 神根支所 → 川口市立医療センター
- 川口03（蕨駅東口）：川口市立医療センター → 神根支所 → グリーンセンター → 上根橋 → 前川たたら荘 → 産業道路 → 芝支所 → 小谷場郵便局 → 芝園消防署 → 芝樋ノ爪 → 芝四丁目 → 芝みゆき通り → 蕨駅東口

### 神根循環
2020年1月18日の最終運行便をもって芝線と統合された。国際興業バス鳩ヶ谷営業所
- 川口04（川口市立医療センター）：川口市立医療センター → 神根支所 → 神根浄水場 → 在家橋 →　川口北スポーツセンター →　神根福祉センター → 青陵高校北 → 東内野住宅 → 埼玉協同病院入口 → 東浦和駅南 → 柳崎公園 → 柳根橋 → グリーンセンター西 → 流水プール → 川口高校 → 川口市立医療センター

## 車両
- 日野・ポンチョ（SDG-HX9JLBE） - 専用塗装小型ノンステップ車両（2013年12月16日より全10台導入）。
- 日野・レインボー（KK-HR1JEEE） - 専用塗装小型ノンステップ車両（2002年11月11日より2013年12月14日まで全7台導入）。
- 代走で日野リエッセが充当されることもある。